# Payamchit
Payamchit är en ort i Mexiko.   Den ligger i kommunen Chenalhó och delstaten Chiapas, i den sydöstra delen av landet, 700 km öster om huvudstaden Mexico City. Payamchit ligger 983 meter över havet och antalet invånare är 103.
Terrängen runt Payamchit är kuperad åt sydost, men åt nordväst är den bergig. Payamchit ligger nere i en dal. Runt Payamchit är det ganska tätbefolkat, med 134 invånare per kvadratkilometer. Närmaste större samhälle är El Bosque, 12,1 km norr om Payamchit. I omgivningarna runt Payamchit växer i huvudsak städsegrön lövskog.